# Ocol agricol
Ocolul agricol a fost o structură organizatorică teritorială din subordinea Ministerului Agriculturii și Domeniilor, care a existat între 1939-1949. 
În baza legii pentru organizarea acestui minister din 1939, fostele regiuni agricole s-au transformat în ocoale agricole, câte unul la nivelul fiecărei  plăși. Principalele lor atribuții erau executara tuturor lucrărilor agricole indicate de camerele de agricultură, organizarea și conducerea unuia sau a mai multor centre agricoleînființarea de școli de iarnă, amenajarea de câmpuri demonstrative șidepozite de cereale etc. Din compunerea ocolului făceau parte toate localitățile plășii respective. Ocoalele agricole au fost desființat în anul 1949, atribuțiile acestora fiind preluate de secția agricolă a Comitetului Provizoriu al plășii. 